# John Gould
John Gould (ur. 14 września 1804 w Lyme Regis, zm. 3 lutego 1881 w Londynie) – angielski ornitolog. Zapoczątkował specjalistyczne badania ptaków z grupy tzw. „zięb Darwina”, których zmienność dostarczyła późniejszym badaczom z XX wieku licznych dowodów ugruntowujących teorię ewolucji Darwina drogą doboru naturalnego, choć w książce Karola Darwina – O powstawaniu gatunków poświęcono tym ptakom niewiele uwagi.

## Życiorys

### Wczesne życie
Gould urodził się w Lyme Regis (Dorset). Ponieważ był synem ogrodnika, prawdopodobnie nie był dobrze wykształcony. Jego ojciec otrzymał posadę w majątku w pobliżu Guildford (Surrey), a następnie w 1818 stał się nadzorcą w Royal Gardens of Windsor. Młody Gould zaczął uczyć się fachu ogrodniczego, pracując u swojego ojca w Windsorze od 1818 do 1824, następnie będąc ogrodnikiem w zamku Ripley w Yorkshire. Stał się również specjalistą w sztuce taksydermii i w 1824 otworzył własną pracownię taksydermiczną w Londynie. Jego umiejętności pozwoliły mu zostać pierwszym kuratorem i opiekunem w muzeum Zoological Society of London w 1827.

### Badania i publikowane prace
Pozycja Goulda umożliwiła mu kontakt z głównymi przyrodnikami kraju, co oznaczało, że często był pierwszym, który widział nowe kolekcje ptaków dostarczane do muzeum. W 1830 przybyła kolekcja ptaków z Himalajów, wśród których wiele nie było jeszcze opisanych. Gould opisał te ptaki w A Century of Birds from the Himalaya Mountains (1830–1832) – publikacji napisanej pod redakcją Nicholasa Aylwarda Vigorsa, a ilustracje wykonała metodą litografii żona Goulda – Elizabeth. Potem ukazały się cztery następne, wliczając pięciotomową Birds of Europe – ukończoną w 1837, tym razem z tekstem Goulda, redagowaną przez jego kancelistę – Edwina Prince'a. Niektóre ilustracje sporządził Edward Lear jako część swojej Illustrations of the Family of Psittacidae w 1832. Lear miał jednak problemy finansowe i sprzedał całą serię litografii Gouldowi. Książki były publikowane w bardzo dużym rozmiarze, z powiększonymi kolorowymi tablicami. Ostatecznie ukazało się 41 z tych tomów z około 3 tysiącami tablic. Ukazywały się w częściach po 33 funty za numer, były podpisane dla wzrostu wartości. Pomimo wysokiego kosztu przygotowania tablic, Gould odniósł sukces i zarobił na nich fortunę.

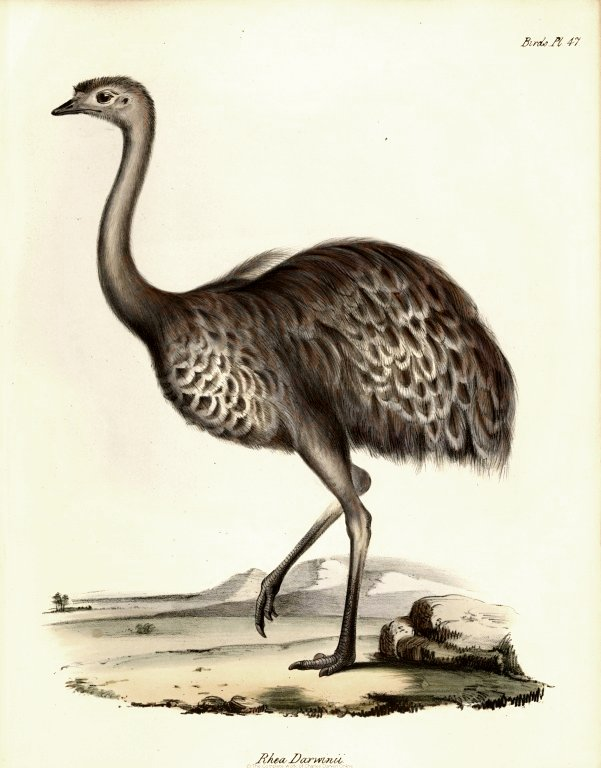
Nandu plamiste (Rhea pennata) zwane także nandu Darwina lub strusiem Darwina z powodu łacińskiej nazwy – Rhea darwinii, pod którą został pierwotnie opisany

### Praca z Darwinem
Karol Darwin zaprezentował Londyńskiemu Towarzystwu Geologicznemu na spotkaniu 4 stycznia 1837 swoją kolekcję ssaków i ptaków zebranych podczas drugiej podróży statkiem HMS Beagle i oddał okazy ptaków Gouldowi do identyfikacji. Gould na następnym spotkaniu Towarzystwa 10 stycznia ogłosił, że ptaki z Wysp Galapagos, które Darwin wziął za „kosy”, „grubodzioby” i „zięby” były w rzeczywistości serią naziemnych zięb, które są tak osobliwe i stanowiły całkowicie nową grupę zawierającą 12 gatunków. Tę wiadomość opublikowały gazety. W marcu Darwin spotkał ponownie Goulda, dowiadując się, że ptaki z Galapagos oznaczone przez niego jako „strzyżyki” były w rzeczywistości kolejnymi gatunkami zięb i przedrzeźniaczy, czyli osobnymi gatunkami, a nie odmianami strzyżyków z kontynentalnej części Ameryki Południowej. Następnie Gould zasugerował, że mniejszy, południowy okaz nandu, jest osobnym gatunkiem nazwanym przez niego Rhea darwinii, którego terytorium nakłada się z północnym gatunkiem nandu. Darwin nie zadał sobie trudu, by oznaczyć swoje zięby według wyspy (inne ekspedycje zatroszczyły się o to), ponieważ potrzebował wtedy okazów zebranych przez kapitana Roberta FitzRoya i członków jego załogi, aby móc ustalić, że gatunki są unikalne dla wyspy, co było ważnym krokiem w powstaniu w jego teorii ewolucji przez dobór naturalny. Praca Goulda o ptakach została opublikowana pomiędzy 1838 a 1842 rokiem w pięciu numerach jako część 3 Zoology of the Voyage of H.M.S. Beagle, opublikowaną pod redakcją Karola Darwina.

## Publikacje
- John Gould [1804-81], The birds of Asia; 1850-83 7 tomów. 530 rycin, Twórcy: J. Gould, H. C. Richter, W. Hart oraz J. Wolf; Litografie: H. C. Richter i W. Hart; Części 33-55 ukończył po śmierci Goulda – R. Bowdler Sharpe; Tom VI :Twórca i litograf: W. Hart
- John Gould [1804-81]; The birds of Australia; 1840-48. 7 tomów. 600 rycin; Twórcy: J. Gould i E. Gould; Litograf: E. Gould
- John Gould [1804-81]; The birds of Australia; Uzupełnienie 1851-69. 1 tom. 81 rycin; Twórcy: J. Gould i H. C. Richter; Litograf: H. C. Richter
- John Gould [1804-81]; The Birds of Great Britain; 1862-73. 5 tomów. 367 rycin; Twórcy: J. Gould, J. Wolf, H.C. Richter i W. Hart; Ligofrafowie: H. C. Richter i W. Hart
- John Gould [1804-81]; The Birds of Great Britain; 1862-73. 5 tomów. 367 rycin; Twórcy: J. Wolf; Litograf: H. C. Richter
- John Gould [1804-81]; The birds of New Guinea and the adjacent Papuan Islands, including many new species recently discovered in Australia; 1875-88. 5 tomów. 300 rycin; Części 13-25 ukończył po śmierci Goulda – R. Bowdler Sharpe; Twórcy: J. Gould i W. Hart; Litograf: W. Hart
- John Gould [1804-81]; A monograph of the Odontophorinae, or partridges of America; 1844-50 1 tom. 32 ryciny; Twórcy: J. Gould i H. C. Richter; Litograf: H. C. Richter
- John Gould [1804-81]; A monograph of the Ramphastidae, or family of toucans; 1833-35. 1 tom. 34 ryciny; Twórcy: J. Gould, E. Gould, E. Lear i G. Scharf; Litografowie: E. Gould i E. Lear; Edycja 1854. Wszystkie ryciny przypisywane są Gouldowi i Richterowi
- John Gould [1804-81]; A monograph of the Trochilidae, or family of humming-birds; Uzupełnienie, które ukończył po śmierci Goulda R. Bowdler Sharpe; 1880-87. 5 części. 58 rycin; Twórcy: J. Gould i W. Hart; Litograf: W. Hart
- John Gould [1804-81]; A synopsis of the birds of Australia, and the adjacent islands; 1837-38 1 tom. 73 rycin; Twórca i litograf: E. Gould